# Kalmarbåten

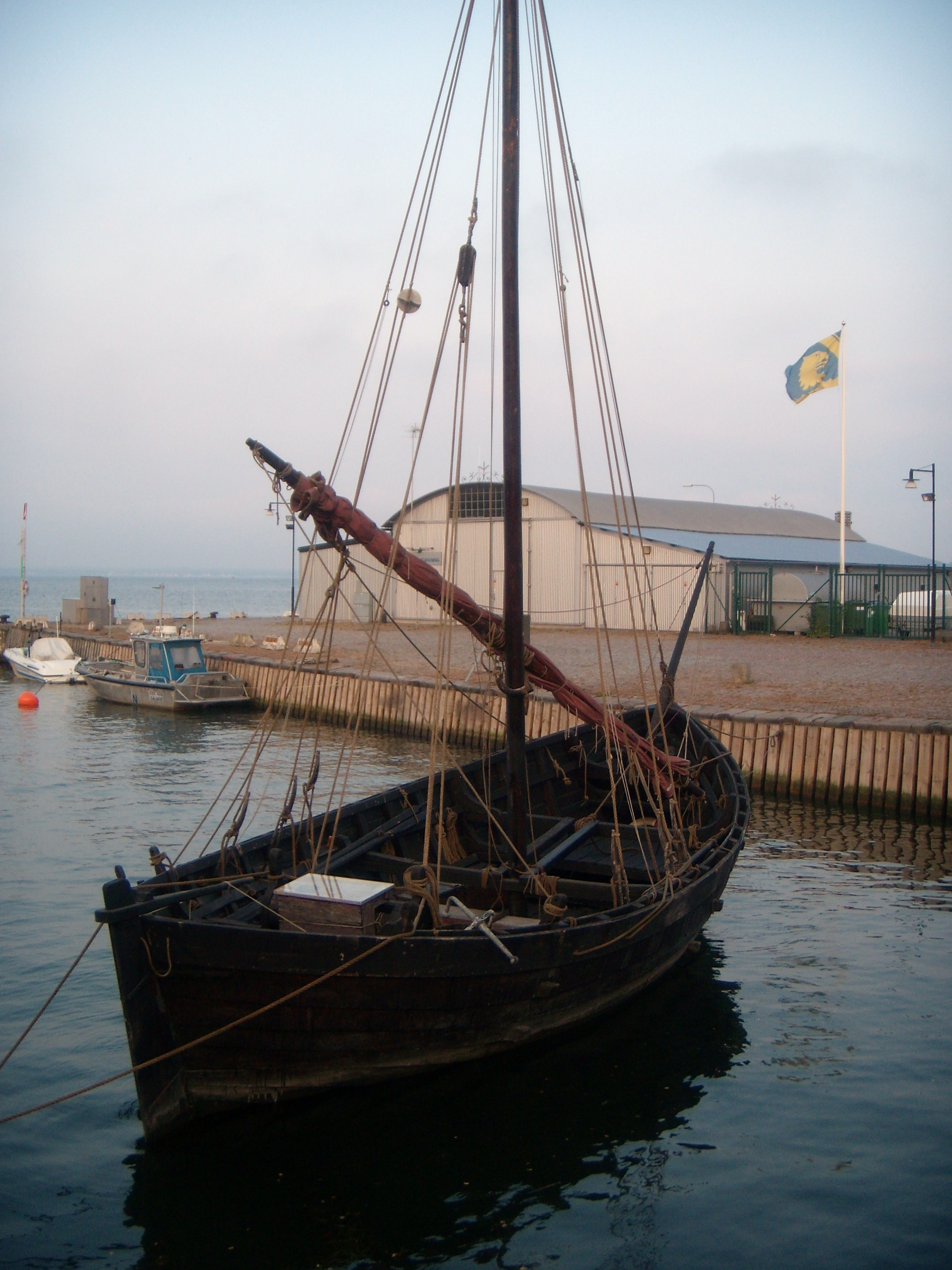
Aluett i Kalmar hamn
Foto boatbuilder

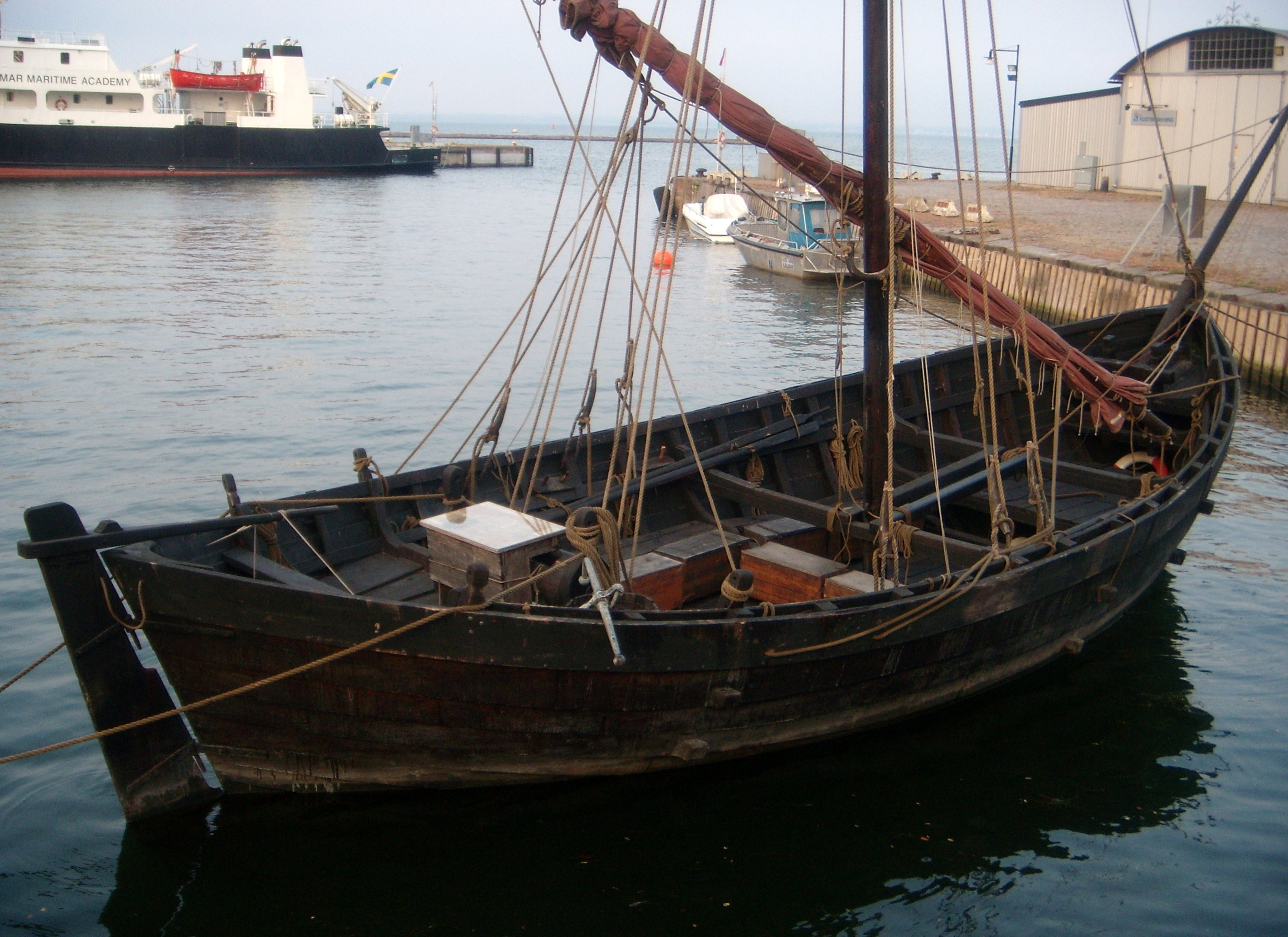
Aluett
Foto boatbuilder

Kalmarbåten är ett båtfynd som låg omslutet av dy i Slottsfjärden när denna torrlades 1932 till 1934 vid restaureringen av Kalmar slott.

## Båtens uppbyggnad
Kalmarbåten är det äldsta och bäst bevarade av alla båtfynd som hittats på platsen och hon stod längst ner och var inbäddad i dy på sandbotten. Troligen har hon varit en liten kustfarare av typ byrding och är daterad till mitten av 1200-talet. Hennes skrov är välbevarat så när som på akterskeppets övre del och några plankor i de översta bordgångarna. Segel och rigg saknades och hur dessa såg ut bygger på hypoteser från andra båtfynd, beskrivningar eller sigillbilder. Skrovet är spetsgattat och mestadels byggt av ek i klink, borden är nitade till spanten som ligger an mot bordläggningen. 
På andra medeltida skepp och båtar vilar spant på klampar där dessa är fästa med vidjor av till exempel bast. Kalmarbåten har förstyvningar tvärskepps bestående av sex balkar som går tvärs genom skeppet och dess bordläggning från sida till sida. Hon var endast däckad i för och akter, samt utrustad med ett vindspel. Båten var utrustad för att ros med fyra par åror, vad man dock kan förstå är att rodd ej varit möjligt på längre sträckor med en så pass tung båt. Rodret var placerat på båtens akterstäv i beslag av järn, därmed anses det vara Nordens äldsta båtfynd som byggdes med ett roder. Andra kända vrakfynd från vikingatiden eller medeltiden har varit utrustade med en styråra.
- Längd 11,20 meter[1]
- Bredd 4,60 meter
- Djupgående 1.10 meter
- Segelaria cirka 25 m².

## Replik
Aluett är namnet på den replik som byggdes 1994-1995 under ledning av Per-Inge Lindqvist på Marinmuseum i Karlskrona. Aluett är en fullskalekopia av Kalmarbåten. Ägare är Föreningen för Medeltida segling i Kalmar som bedriver medeltida seglingar. Båtens mast är elva meter och bär ett råsegel. 
- Längd 11,60 meter
- Bredd 4,60 meter
- Djupgående 1.10 meter
- Segelaria cirka 45 m².
- Totalvikt 1 cirka 11 ton
- Barlast cirka 7 ton